# Хомяковка (Коломыйский район)
Хомяковка (укр. Хом'яківка) — село в Гвоздецкой поселковой общине Коломыйского района Ивано-Франковской области Украины.
Население по переписи 2001 года составляло 1010 человек. Занимает площадь 10 км². Почтовый индекс — 78311. Телефонный код — 03476.